# Bogna Jóźwiak
Bogna Jóźwiak (Poznań, 25 de abril de 1983) es una deportista polaca que compitió en esgrima, especialista en la modalidad de sable.
Ganó una medalla de bronce en el Campeonato Mundial de Esgrima de 2007 y tres medallas en el Campeonato Europeo de Esgrima, en los años 2006 y 2008.
Participó en dos Juegos Olímpicos de Verano, ocupando el sexto lugar en Pekín 2008 y el sexto en Río de Janeiro 2016, en ambas ocasiones en la prueba por equipos.

## Palmarés internacional
| Campeonato Mundial | Campeonato Mundial      | Campeonato Mundial | Campeonato Mundial |
| Año                | Lugar                   | Medalla            | Prueba             |
| ------------------ | ----------------------- | ------------------ | ------------------ |
| 2007               | San Petersburgo (Rusia) | Medalla de bronce  | Sable individual   |
| Campeonato Europeo |                         |                    |                    |
| Año                | Lugar                   | Medalla            | Prueba             |
| 2006               | Esmirna (Turquía)       | Medalla de plata   | Sable por equipos  |
| 2006               | Esmirna (Turquía)       | Medalla de bronce  | Sable individual   |
| 2008               | Kiev (Ucrania)          | Medalla de oro     | Sable por equipos  |